# Leucospis obsoleta
Leucospis obsoleta är en stekelart som beskrevs av Johann Christoph Friedrich Klug 1834. Leucospis obsoleta ingår i släktet Leucospis och familjen Leucospidae.
Artens utbredningsområde är:
- Etiopien.
- Sudan.

Inga underarter finns listade i Catalogue of Life.